# Municipio de Milton (condado de Antrim)
El municipio de Milton (en inglés: Milton Township) es un municipio ubicado en el condado de Antrim en el estado estadounidense de Míchigan. En el año 2010 tenía una población de 2204 habitantes y una densidad poblacional de 19,49 personas por km².

## Geografía
El municipio de Milton se encuentra ubicado en las coordenadas 44°55′3″N 85°20′11″O / 44.91750, -85.33639. Según la Oficina del Censo de los Estados Unidos, el municipio tiene una superficie total de 113.1 km², de la cual 66,21 km² corresponden a tierra firme y (41,46 %) 46,89 km² es agua.

## Demografía
Según el censo de 2010, había 2204 personas residiendo en el municipio de Milton. La densidad de población era de 19,49 hab./km². De los 2204 habitantes, el municipio de Milton estaba compuesto por el 95,19 % blancos, el 0,09 % eran afroamericanos, el 2,27 % eran amerindios, el 0,27 % eran asiáticos, el 0,95 % eran de otras razas y el 1,23 % eran de una mezcla de razas. Del total de la población el 2,22 % eran hispanos o latinos de cualquier raza.